# Hallie Flanagan
Hallie Flanagan Davis (27 de agosto de 1889 em Redfield, Dakota do Sul - 23 de junho de 1969 em Old Tappan, Nova Jersey )  foi uma produtora teatral, diretora, dramaturga e autora norte americana, mais conhecida como diretora do Federal Theater Project., uma parte do Works Progress Administration (WPA). 

## Antecedentes
Hallie Flanagan nasceu em Redfield, Dakota do Sul, e foi criado em Grinnell, Iowa . Ela frequentou o Grinnell College, onde gradou-se em Filosofia e Alemão, e foi um membro ativo no Clube Dramático. Durante seu tempo na Grinnell ela conheceu o marido, Murray Flanagan, também membro do Grinnell Dramatic Club. Depois da faculdade, os dois se casaram e tiveram dois filhos, Jack e Frederick Flanagan. Murray foi diagnosticado com tuberculose e infelizmente faleceu em 1919. Logo depois, o filho mais velho, Jack, morreu de meningite espinhal em 1922. Hallie e Frederick mudaram-se para Cambridge, Massachusetts, onde se matriculou no famoso estúdio de produção dramática de 47 Workshops, de George Pierce Baker, no Radcliffe College / Harvard University. Esta classe, uma das primeiras desse tipo em uma universidade americana, ensinou dramaturgia. Baker ficou tão impressionado com ela, que decidiu torná-la diretora do grupo de atores da oficina em 1923. Enquanto estava em Radcliffe e depois no Vassar College, Flanagan começou a desenvolver suas próprias ideias para o teatro experimental.

## Carreira

### Universidade de Vassar
Quando Flanagan chegou a Vassar, não havia teatro e todos os cursos de teatro eram ministrados no departamento de inglês. O título oficial de Flanagan na escola foi "Diretora de discurso em Inglês". Em 1926, Flanagan tornou-se a primeira mulher a receber uma bolsa Guggenheim para estudar teatro em toda a Europa durante 14 meses. Enquanto esteve lá, conheceu algumas das figuras mais influentes do teatro, incluindo John Galsworthy, Konstantin Stanislavski, Edward Gordon Craig e Lady Gregory . Flanagan especialmente compartilhou uma conexão com o teatro russo, e mais tarde escreveu um livro, Mudando Cenas do Moderno Teatro Europeu (1928), baseado em suas viagens. Depois de voltar a Vassar, ela começou a instituir muitas de suas ideias recém-desenvolvidas com o Teatro Experimental de Vassar, que ela criou. A primeira peça que ela produziu foi "A proposta de casamento" de Anton Chekhov, usando o estilo original de Chekhov, um estilo expressionista, e as técnicas construtivistas de Meyerhold ao longo dos três atos. Com o passar dos anos, ela forçou a reitoria a iniciar um curso independente de teatro, mas só foi aprovado depois que Flanagan saiu. Flanagan ganhou proeminência nacional depois de produzir a adaptação teatral que ela co-escreveu, Can You Hear Their Voices? , baseado no conto escrito por Whittaker Chambers para The New Masses em 1931.

### Federal Threatre Project
Com o início da Grande Depressão, e com massas de pessoas (inclusive com tendência teatral) sem trabalho, Franklin D. Roosevelt estabeleceu o WPA para fornecer empregos para muitos dos desempregados. Entre os muitos ramos desse programa estava o Federal Theater Project, que pretendia empregar os animadores desempregados em toda a América. Em setembro de 1935, o chefe da WPA Harry Hopkins, que conhecia Flanagan do Grinnell College e lera o livro de Flanagan de 1928, Shifting Scenes ofthe European Theatre, pediu a Flanagan que liderasse o projeto.
A visão de Flanagan para o Projeto era trazer um teatro de ponta e de alta qualidade para a grande maioria do público americano que nunca havia testemunhado isso. O projeto apoiou os artistas em dificuldades com fundos subsidiados, e espalhou o teatro bem trabalhado e acessível em todo o país. O projeto envolveu a criação de peças teatrais para crianças, bem como peças de Living Newspaper, baseadas nos conceitos do diretor alemão Erwin Piscator, que estariam chegando ao inconsciente cultural. Embora o Projeto tenha possibilitado a criação de uma série de grandes obras, alguns discordaram das aparentes agendas políticas que estavam sendo apresentadas pelas peças. Preocupações com obras com mensagens consideradas propagandas e socialistas de Flanagan e do Theatre Project. Sobre esses escrúpulos, Flanagan afirma: "A base da escolha das peças de teatro é que sempre acreditamos no Projeto Federal de Teatro que qualquer teatro apoiado pelos fundos federais não deve fazer peças de subversão, baratas, de má qualidade, vulgares, antiquadas ou natureza imitativa, mas apenas tais peças como o governo poderia apoiar  em um programa que é nacional em escopo e regional em ênfase e democrática na atitude americana ". Em 1936, o Flanagan ajudou 12.500 pessoas a encontrar empregos em 28 estados. Somente na cidade de Nova York, o Projeto Federal de Teatro tocava regularmente para um público semanal de 350 mil pessoas, muitas das quais nunca tinham visto teatro ao vivo antes. Como as peças eram financiadas pelo governo federal, o projeto podia vender ingressos a preços drasticamente reduzidos, tornando as produções acessíveis e inclusivas para um público mais amplo.
Em 1938, Flanagan foi chamado para testemunhar diante do Comitê de Atividades Antiamericanas da Câmara, sob suspeita de apoiar uma agenda socialista e subverter os valores americanos através de seu trabalho no Federal Theater Project. Depois de apenas quatro anos, o Federal Theatre Project foi fechado e Flanagan retornou a Vassar.

### Smith College
Em 1942, Flanagan aceitou um posto como chefe do departamento de teatro no Smith College e lá permaneceu até sua aposentadoria.

## Outros detalhes
O primeiro marido de Flanagan, Murray Flanagan, morreu em 1918. Em 1934, ela se casou com Philip Davis, professor de grego na Vassar.
Em Cradle Will Rock (1999), de Tim Robbins, Cherry Jones interpretou Hallie Flanagan.
Ela também é uma personagem secundária no romance O Grupo, da autoria de Vassar, Mary McCarthy, mencionada no primeiro capítulo e que aparece brevemente no último capítulo.
Flanagan saiu de Smith em 1953 e se aposentou oficialmente em Poughkeepsie em 1955. Ela foi reconhecida muitas vezes por suas contribuições para o teatro moderno, incluindo um diploma honorário do Williams College em 1941 e o primeiro National Theatre Conference Citation Award em 1968. Flanagan passou os últimos anos de sua vida em casas de repouso e morreu em 23 de julho de 1969 em Old Tappan, NJ.